# Plantago densa
Plantago densa là một loài thực vật có hoa trong họ Mã đề. Loài này được Rahn miêu tả khoa học đầu tiên.